# Эйнор, Ольгерд Леонардович
Ольгерд Леонардович Эйнор (13 [26] мая 1908, Полтава — 9 декабря 1991, Киев) — советский и украинский учёный-геолог и палеонтолог, доктор геолого-минералогических наук (1947), профессор (1950), заведующий кафедрой исторической геологии
Киевского университета (1950—1976).

## Биография
Родился 13 (26) мая 1908 года в Полтаве в семье врача Леонарда Юрьевича Эйнора, который работал в частной клинике. Семья имела литовские корни. В 1930 году Ольгерд Эйнор окончил геологическое отделение физико-математического факультета Ленинградского университета.
После окончания университета год проработал в Ленинградском угольном институте Главного геолого-разведочного управления.
В 1931—1936 годах работал в Уральском геологическом управлении (Свердловск).
В 1936—1941 годах — в Арктическом НИИ Главного управления северного морского транспорта при СНК СССР (Ленинград).
В 1941—1944 годах был в Печорской геологической экспедиции «Воркутауголь».
В 1944—1949 годах работал во Всесоюзном научно-исследовательском геологическом институте (Ленинград), после чего ещё год проработал в Южно-Казахстанском геологическом управлении (Алма-Ата).
Дальнейшая профессиональная деятельность учёного связана с Киевским государственным университетом им. Т. Г. Шевченко. С 1950 по 1976 год он возглавлял кафедру общей и исторической геологии. В 1976—1984 годах занимал должность профессора кафедры региональной геологии, в 1984—1988 годах — профессора кафедры общей и исторической геологии.
Эйнор воспитал 16 кандидатов и три доктора геолого-минералогических наук, а также двух академиков.
Ольгерд Эйнор организовывал геологические экспедиции Киевского университета: Казахстанскую (1952), Приазовская (1962), Приднестровскую (1964), Южно-Уральскую (1969).
Помимо научной деятельности Эйнор в юности профессионально занимался теннисом, играл в шахматы, исполнял музыку на фортепиано и очень любил кататься на лыжах.
Умер 9 декабря 1991 года. Похоронен на Совском кладбище Киева.

## Семья
Жена — С. З. Румянцева, учёный-геолог.

## Научная деятельность
В 1936 году Ольгерду Эйнору была присуждена учёная степень кандидата геолого-минералогических наук (без защиты диссертации, по совокупности трудов по тематике Южного Урала). В 1947 году Эйнор защитил докторскую диссертацию по теме «Стратиграфия пермских отложений угленосного бассейна Севера СССР».
Сфера научных исследований: палеонтология, биостратиграфия, палеогеография каменноугольных отложений. Выполнял геологическое картирование на Урале, в Печорском бассейне, Арктике, Сибири, изучал стратиграфию и плеченогих верхнего палеозоя СССР. В 1930 году обнаружил промышленные пласты каменного угля на Урале (Гремьячинское месторождение). В 1941 году открыл второе угольное месторождение — Нижнесиловское.
Ольгерд Эйнор представлял Киевский университет на Международных конгрессах по геологии и стратиграфии карбона в 1971—1983 годах. Редактор международного издания The Carboniferous of the World. Возглавлял украинское отделение Всесоюзного палеонтологичного общества.

## Публикации
Автор 228 научных работ, восьми монографий, среди них:
- Исследование по стратиграфии восточной окраины Урало-Волжской нафтогазоносной области (Горная Башкирия). Москва, 1958;
- Основные черты палеогеографии Сибири в каменноугольном и пермском периодах: Монография (1960) (соавтор)
- Палеогеография карбона СССР: Монография (1960) (соавтор)
- Основы геологии СССР. К., 1960. Ч. 1; 1964. Ч. 2;
- Атлас палеогеографических карт СССР. Каменноугольный период. К., 1965 (соавтор);
- Атлас литолого-палеогеографических карт СССР. М., 1967. Т.I-IV
- Докембрий Западного Приазовья, Изд. Киевского университета, 1971 (соавтор)
- Об основном планетарном подразделении каменноугольной системы // ГЖ. 1988. № 6;
- Николай Иванович Андрусов. К., 1990;
- The carboniferous of the World. Т. 3. The former USSR. Madrid, 1996 (соавтор).